# Шевели (Кемеровская область)
Шевели́ — деревня в Крапивинском районе Кемеровской области России. Административный центр Шевелёвского сельского поселения.

## География
Деревня расположена на левом берегу реки Томь, которая в этом месте круто поворачивает на север. Центральная часть населённого пункта расположена на высоте 126 метров над уровнем моря.

### Уличная сеть
| - Ветеранов - Гагарина - Гагарина (переулок) - Звёздная - Земляничная - Казахстанская - Луговая - Мира | - Московская - Набережная - Набережный (переулок) - Первомайская - Салтымаковская - Солнечная - Старая - Школьная |

## Население
| 2010 |
| ---- |
| 973  |

По данным Всероссийской переписи населения 2010 года, в деревне Шевели проживает 973 человека (479 мужчин, 494 женщины).

## Известные уроженцы, жители
Нестеренко, Алексей Иванович — советский военный деятель, генерал-лейтенант, первый начальник космодрома Байконур (НИИП-5, 1955—1958) в 1912-1922 годах жил в Шевели.

## Транспорт
Действует автобусное сообщение с областным центром — автобус № 115 Кемерово—Сарапки и автобус № 136 Кемерово—Сарапки.